# Anomima phaeochroa
Anomima phaeochroa är en fjärilsart som beskrevs av Turner 1922. Anomima phaeochroa ingår i släktet Anomima och familjen Tineodidae. Inga underarter finns listade i Catalogue of Life.